# جزيرة بيكر
جزيرة بيكر هي جزيرة مرجانية غير مأهولة تقع إلى الشمال مباشرة من خط الاستواء في المحيط الهادئ بحوالي 3100 كيلومترا جنوب غرب هونولولو. جزيرة تقع في منتصف الطريق تقريبا بين هاواي وأستراليا وهي إحدى جزر الولايات المتحدة الصغيرة النائية، وهي تابعة للولايات المتحدة. الجار الأقرب لها هي جزيرة هاولاند.
تغطي الجزيرة مساحة 1,64 كيلومتر مربع (0.63 ميل مربع)، مع ساحل طوله 4,9 كلم (3.04 ميل). المناخ الاستوائي، مع قليل من الأمطار والرياح مستمرة، وأشعة الشمس قوية. ومعظم الأراضي منخفضة ورملية: جزيرة مرجانية محاطة بالشعاب الضيقة وهي خالية من أي بحيرة كما أن أعلى نقطة في الجزيرة ارتفاعها 8 أمتار (26 قدما) فوق مستوى سطح البحر.
حماية الجزيرة وطبيعتها وكذلك الحيوانات والنباتات الموجودة فيها يقع على عاتق الولايات المتحدة، رغم أن الجزيرة غير مأهولة فمع ذلك فيزورها سنويا عدد من الباحثين والمهتمين من قبل المؤسسة الأمريكية للأسماك والحياة البرية. لأغراض إحصائية، يتم ضم جزيرة بيكر مع الجزر الصغيرة النائية التابعة للولايات المتحدة.

## المنطقة زمنية
نظرًا لأن جزيرة بيكر غير مأهولة وتقع في شرق خط التاريخ الدولي، لم يتم تحديد منطقة زمنية. تقع داخل منطقة زمنية بحرية متأخرة بمقدار 12 ساعة عن توقيت عالمي منسق، وهو خط التوقيت الدولي الغربي ت ع م-12:00 . جزيرة ه بيكر وجزيرة هاولاند هي الأماكن الوحيدة على الأرض التي تراقب هذه المنطقة الزمنية. تسمى هذه المنطقة الزمنية أيضًا في أي مكان على الأرض، وهي تسمية تقويم تشير إلى أن الفترة الزمنية تنتهي عندما يمر التاريخ في كل مكان على الأرض